# Guillaume Calafat
Guillaume Calafat, né en 1983, est un historien spécialiste du monde méditerranéen à l'époque moderne. Il est maître de conférences en histoire moderne à l’Université Paris 1 depuis 2014.
En 2019, il a publié au Seuil, Une mer jalousée. Contribution à l'histoire de la souveraineté : Méditerranée, XVIIe siècle, issu de la première partie de sa thèse.

## Biographie
Guillaume Calafat est né dans le sud de la France et a réalisé sa scolarité secondaire dans le centre-ville d'Avignon .
Il a ensuite été formé à l'École normale supérieure où il est entré en 2003 après une hypokhâge et une khâgne au lycée Louis-le-Grand (2001-2003). En 2006, il est agrégé d'histoire. En parallèle de son parcours à Ulm, il est inscrit à Paris 1, son mémoire de master II s'intitule, « Litiges maritimes et fabrique du droit. Tribunaux maritimes et pratiques juridiques à Pise et Livourne ». Entre 2011 et 2014, il est membre de l'École française de Rome.
Guillaume Calafat a soutenu en 2013 une thèse d'histoire à l'université Paris 1 Panthéon-Sorbonne (en codirection avec l'université de Pise) intitulée « Une mer jalousée : juridictions maritimes, ports francs et régulation du commerce en Méditerranée (1590-1740) » sous la direction de Wolfgang Kaiser et de Franco Angiolini.

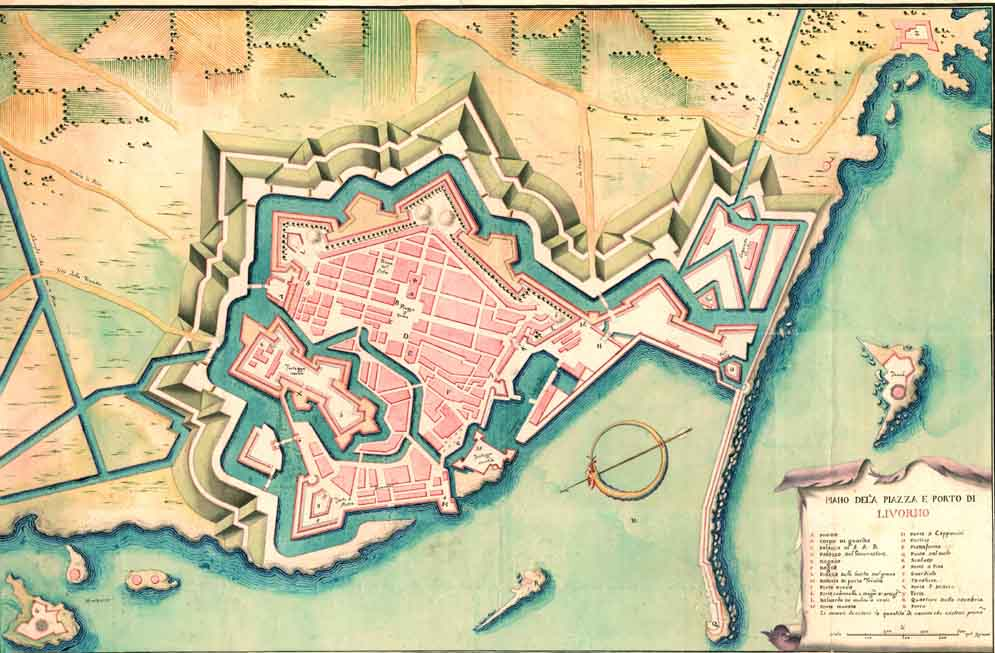
Livourne au XVII^{e} siècle

Guillaume Calafat a traduit depuis l'anglais le livre de l'historienne italienne Francesca Trivellato de l'université de Yale, Corail contre diamant, De la Méditerranée à l'océan Indien au XVIIIe siècle, publié au Seuil. L'ouvrage porte en particulier sur le grand-duché de Toscane et sur le port franc de Livourne, espace que Calafat a étudié en master. Il a également traduit, de l’italien, une étude de référence de Simona Cerutti : Justice sommaire. Pratiques et idéaux de justice dans une société d’Ancien Régime.  
Depuis 2015, Guillaume Calafat est membre du comité de rédaction de la revue des Annales, qu'il dirige depuis 2024. En 2018, il a codirigé avec Romain Bertrand le numéro intitulé Micro-analyse et histoire globale. Il a également été membre de la rédaction scientifique de l'importante revue italienne Quaderni Storici entre 2014 et 2017 et correspondant pour le mensuel L’Histoire.

## Histoire du droit de la mer

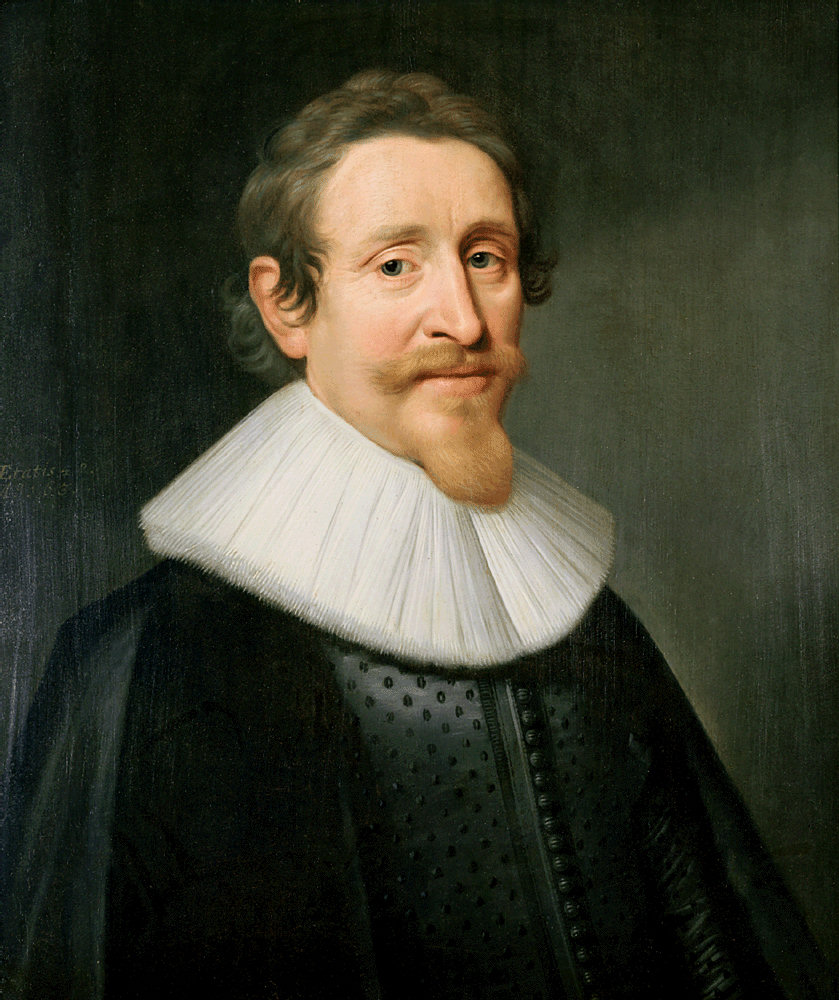
Hugo Grotius par Michiel Jansz. van Mierevelt (1631)

Dans son ouvrage, Une mer jalousée, Guillaume Calafat revient sur les débats sur la possession politique et juridique de la mer au XVIIe siècle. Une époque associée à une importante expansion territoriale européenne où les Portugais, les Hollandais, les Vénitiens, les Espagnols ou encore les Anglais se disputent le contrôle des mers de la planête. Ces tensions sont accompagnées d'une production de textes juridiques qui cherchent à légitimer la volonté de « s’approprier ces zones liquides ». Cette multiplication de publications sur le droit de la mer est appelée par Calafat la « bataille des livres ». Ainsi, l'auteur revient assez longuement sur les écrit du juriste et diplomate des Provinces-Unies, Hugo Grotius. On retrouve également des analyses des textes de l'Anglais John Selden, de l'Écossais William Welwod ou encore les Italiens Bartole et Balde.
Dans un second temps, Guillaume Calafat s'interroge sur les possibilités concrètes qu'ont les États pour contrôler les espaces maritimes qu'ils revendiquent juridiquement. La domination d'un espace maritime passe, par exemple, par le calcul de la portée de ses canons, de la distance visible observable depuis la terre et bien sûr des capacités militaires et économiques de la flotte. Ainsi, la domination juridique de l'État sur la mer, qui passe par ses ressources militaires et fiscales, devient un témoin de sa souveraineté. Ce travail s'inscrit, alors, dans le cadre large de l'étude de la naissance de la figure de l'État moderne, ici au stade de « l'État militaro-fiscal ».

## Publications

### Ouvrages
- Une mer jalousée : contribution à l'histoire de la souveraineté : Méditerranée, XVIIe siècle, Paris, Seuil, coll. « L'Univers historique », 2019, 446 p. (ISBN 978-2-02-137936-5)
- Avec Romain Bertrand, Hélène Blais et Isabelle Heullant-Donat (dir.), L'exploration du monde, Une autre histoire des grandes découvertes, Paris, Seuil, coll. « L'Univers historique », 2019, 528 p. (ISBN 978-202 140 62 52)
- avec Arnaud Bartolomei, Mathieu Grenet et Jörg Ulbert, De l’utilité commerciale des consuls. : L’institution consulaire et les marchands dans le monde méditerranéen (xviie-xxe siècle), Rome, École française de Rome, 2017
- Avec Mathieu Grenet, Méditerranées : Une histoire des mobilités humaines (1492-1750), Paris, Seuil, coll. « Points Histoire » (no H610), 203, 576 p. (EAN 9782757898185)

### Traductions
- de Simona Cerutti (trad. de l'italien), Justice sommaire : pratiques et idéaux de justice dans une société d'Ancien Régime, Paris, Éditions de l'EHESS, 2021, 238 p. (ISBN 978-2-7132-2881-0)
- de Francesca Trivellato (trad. de l'anglais, préf. Romain Bertrand), Corail contre diamants : réseaux marchands, diaspora sépharade et commerce lointain : de la Méditerranée à l'océan Indien, XVIIIe siècle, Paris, Éditions du Seuil, 2016, 564 p. (ISBN 978-2-02-114284-6)